# Бейистерек
Бейистерек (каз. Бейістерек) — село в Казталовском районе Западно-Казахстанской области Казахстана. Входит в состав Талдыапанского сельского округа. Код КАТО — 274859200.

## Население
В 1999 году население села составляло 273 человека (135 мужчин и 138 женщин). По данным переписи 2009 года, в селе проживало 156 человек (78 мужчин и 78 женщин).